# Grabmal Albin Müller
Das Grabmal von Albin Müller ist ein Denkmal in Darmstadt.

## Geschichte und Beschreibung
Albin Müller entwarf den markanten Grabstein aus rotem Buntsandstein selbst.
Grabstelle: Waldfriedhof Darmstadt L 9c 178.

## Denkmalschutz
Aus architektonischen, baukünstlerischen und stadtgeschichtlichen Gründen gilt das Grabmal als Kulturdenkmal.

## Varia
Ein im Jahre 1915 geschaffenes silbernes und mit Edelsteinen verziertes Modell des Grabsteins steht heute im Ernst-Ludwig-Haus.